# Elies (bisbe de Girona)
Elies fou bisbe de Girona succeint Gotmar I. Un document del 15 d'abril de 893 afirma que un bisbe anomenat Elies fou el successor del bisbe Gotmar i el predecessor dels bisbes Teuter i Serfdedéu. Segons un document, Elies actuava com a bisbe l'onze de juny de 853. Sembla que fou pels volts d'aquest any que presidí un judici sobre la propietat d'un palau situat a la vall d'Anglès.